# Сатоси Накамото
Сато́си Накамо́то (англ. Satoshi Nakamoto) — псевдоним человека или группы людей, разработавших протокол криптовалюты биткойн и создавших первую версию программного обеспечения, в котором этот протокол был реализован. Было предпринято несколько попыток раскрыть реальную личность или группу, стоящую за этим именем, но ни одна из них не была успешной.
31 октября 2008 года Накамото опубликовал статью «Bitcoin: A Peer-to-Peer Electronic Cash System» в списке рассылки о криптографии (The Cryptography Mailing list) metzdowd.com, в которой описал полностью децентрализованную систему электронной наличности, не требующую доверия или администрирования. В начале 2009 года он опубликовал первую версию клиентского модуля сети Биткойн и запустил его работу.
Накамото выходил в Интернет, используя сеть Tor и прочие средства, которые обеспечивали анонимность. В своём профиле на сайте P2P Foundation он указал, что он родился 5 апреля 1975 года и живёт в Японии. Существует точка зрения, что эти данные не соответствуют действительности и человек, пользующийся этим псевдонимом, не японец: он пишет на английском языке как на родном, а программное обеспечение «Bitcoin» не было локализовано для японского языка и не документировано на японском. Ряд публицистов считает указанную дату рождения пасхальным яйцом: 5 апреля 1933 года президент США Рузвельт подписал указы, запрещавшие иметь золото в слитках и монетах, а в 1975 году право владения золотом в инвестиционных целях было возвращено американским гражданам.
Известно, что Накамото участвовал в разработке программного обеспечения для биткойна до середины 2010 года, а затем передал контроль над репозиторием исходного кода Гэвину Андресену.
Предположительно, Накамото принадлежат от 750 000 до 1 100 000 биткойнов, полученных за формирование первых блоков и никогда не переводившихся на другие адреса. По курсу на ноябрь 2021 года это составляло около 73 млрд долларов, что делало состояние Накамото пятнадцатым в мире на тот момент.

## Попытки персонификации
В отношении значительного числа людей высказывались предположения, что они являются Сатоси Накамото.

### Ник Сабо
В декабре 2013 года блогер Skye Grey заявил, что он, основываясь на проведённом им стилометрическом анализе и других косвенных свидетельствах, полагает, что, вероятно, под псевдонимом Сатоси Накамото скрывается Ник Сабо — специалист в криптографии и правоведении, опубликовавший работу о цифровой валюте Bit Gold (Цифровое золото), которая считается непосредственным предшественником биткойна. Он также является автором концепции умных контрактов, имевших реализацию в протоколе биткойна, хотя ставших более известными после выхода Ethereum. Писатель в области финансов Доминик Фрисби (англ. Dominic Frisby), проводивший собственное расследование, также обнаружил косвенные свидетельства, но, как он сам признал, прямых доказательств того, что Сабо является Накамото, нет.

### Дориан Накамото
6 марта 2014 в журнале Newsweek была опубликована статья, в которой утверждалось, что создателем Биткойна является американец японского происхождения До́риан Сато́си Накамо́то. Впоследствии сам Дориан опроверг данную информацию.

### Крейг Стивен Райт
9 декабря 2015 года полиция Сиднея проводила обыск у предпринимателя Кре́йга Райта. Некоторые журналисты утверждали, что он — Сатоси Накамото. 2 мая 2016 года он заявил, что является автором биткойна. Райт предоставил цифровые подписи, созданные с использованием криптографических ключей, относящихся к первой операции с биткойнами. Гэвин Андресен, которого Райт уговорил приехать на личную встречу в Лондон, также утверждал, что Райт предоставил ему доказательства и их фальсификация была маловероятной. Однако «доказательство», которое Райт предоставил публично, оказалось фальшивым, поскольку то, что он описал в своём блоге, может повторить любой человек, использовав общедоступные данные из блокчейна биткойна — он предоставил копии ранее сделанных цифровых подписей, а не новую подпись с использованием старых секретных ключей. Какие-либо новые, но убедительные и легко проверяемые доказательства, такие как перемещение биткойнов со старых адресов, Райт предоставлять отказался наотрез и затем удалил из своего блога все записи о биткойнах.
По другим данным, Райт, начиная с 2016 года, постоянно ведёт борьбу за право авторства под именем Сатоси Накамото. 7 декабря 2021 года суд присяжных отверг притязания Дейва Клеймана, бывшего бизнес-партнёра Райта, на половину биткойнов, якобы полученных совместно в первый период становления криптовалюты. Однако суд обязал Райта выплатить семье Клеймана компенсацию в размере 100 млн долларов за нарушение прав интеллектуальной собственности.
В марте 2024 года Высокий суд Англии и Уэльса признал, что Райт не является Сатоси Накамото В опубликованном в мае 2024 года судебном решении указано, что документы, представленные Райтом в качестве доказательства того, что он является Сатоси Накамото, являются поддельными.

### Другие версии
В 2011 году в издании The New Yorker Джошуа Дэвис в своей статье заявил о том, что ему удалось сузить круг «подозреваемых» до списка конкретных лиц, в который вошли финский экономический социолог доктор Вилли Лехдонвирта и ирландский студент Майкл Клир, позже закончивший аспирантуру по криптографии в Тринити-колледже в Дублине и в данный момент являющийся аспирантом в Джорджтаунском университете. Клир и Лехдонвирта заявили, что отвергают эти подозрения.
В октябре 2011 года журналист-расследователь Адам Пененберг в статье для Fast Company привёл косвенные доказательства того, что за именем Сатоси Накамото могут скрываться Нил Кинг, Владимир Оксман и Чарльз Брай. Эти трое программистов совместно подавали заявку на патент, в которой использовалось понятие «вычислительно непрактичная реверсия»; это словосочетание присутствует и у Накамото. Доменное имя bitcoin.org было зарегистрировано через три дня после подачи заявления. При личной встрече с Пененбергом все трое заявили, что не имеют отношения к Накамото.
Позже в список кандидатов попал Дейв Клейман, при этом Крейг Райт заявил о связях с ним.
В мае 2013 года Тед Нельсон предположил, что Накамото был японским математиком Синъити Мотидзуки. Позднее в газете The Age была опубликована статья, в которой утверждалось, что Мотидзуки отрицает эти предположения, но без ссылки на источник его слов.
Издание Vice в 2013 году включило в число возможных кандидатов на личность Накамото Гэвина Андресена, Джеда Маккалеба и даже правительственное агентство.
Дастин Д. Траммел, техасский исследователь вопросов безопасности, также рассматривался как Накамото, но он отверг подобные предположения.
В 2013 году два израильских математика, Дорит Рон и Ади Шамир, опубликовали документ, в котором утверждалось существование связи между Накамото и Россом Уильямом Ульбрихтом. Они основывали свои подозрения на анализе сети транзакций биткойнов. Позже они отказались от своих предположений.
Некоторые считают, что Накамото мог быть группой людей: Ден Камински, исследователь по вопросам безопасности, прочитавший биткойн-код, заявил, что «Накамото — это или „группа людей“, или „гений“». Ласло Ханьец, бывший разработчик Bitcoin Core, общавшийся с Накамото по электронной почте, утверждал, что для одного человека код разработан «слишком хорошо».
В 2016 году издание Financial Times утверждало, что Накамото мог быть группой людей и назвало Хела Финни, Ника Сабо и Адама Бэка возможными членами группы. В 2020 году YouTube-канал BarelySociable утверждал, что Адам Бэк, разработчик Hashcash — предшественника биткойн, является Накамото. Бэк позже отверг это предположение. В 2021 году старший аналитик Bloomberg также высказался в пользу Хела Финни, а в 2022 году это же предположение поддержал сооснователь Ethereum Виталик Бутерин.

### Питер Тодд
8 октября 2024 года на американском канале HBO вышел документальный фильм Money Electric: The Bitcoin Mystery. В этом документальном фильме утверждается, что за псевдонимом «Сатоси Накамото» скрывается канадский программист Питер Тодд. Питер Тодд родился 14 марта 1985 года и известен как один из ранних разработчиков протокола биткойна и консультанта по прикладной криптографии. В эпизоде подкаста What Bitcoin Did, вышедшем в 2019 году, он рассказывал, что уже в возрасте 15 лет начал общаться с Адамом Бэком и Хэлом Финни. Они сыграли значимую роль в развитии биткойна, и их разработки использовались для создания этой криптовалюты. Известно, что с 2012 года Тодд участвует в модернизации кода биткойна.
Участники криптосообщества обратили внимание на ряд нестыковок в расследовании HBO. В частности, в 2008 году, когда биткойн создавали, Тодд ещё только заканчивал учёбу, причём по специальности, не связанной с криптографией.
Сам Питер Тодд категорически отрицает утверждение, что он и Сатоси — это одно и то же лицо. По словам программиста, авторы фильма это просто придумали.

### Комментарии
1. ↑  Дейв Клейман скончался 26 апреля 2013 года в возрасте 46 лет.